# Constitución neogranadina de 1832
La Constitución Política del Estado de la Nueva Granada de 1832 o Constitución Neogranadina de 1832 fue la Carta Política Nacional que rigió la vida constitucional del Estado de la Nueva Granada después de la disolución de la Gran Colombia el 21 de noviembre de 1831, se mantuvo en rigor desde 1832 hasta 1843 cuando fue derogada por la Constitución de 1843.

## Antecedentes
A partir de 1830 en medio de las separaciones de Ecuador (1830) y Venezuela (1830); se precipitó la desintegración del gobierno de la Gran Colombia y sus estructuras políticas. Naciendo como consecuencia el Estado del Ecuador y el Estado de Venezuela; mientras que Panamá se mantuvo bajo gobiernos militares de corte dictatorial que no llegaron a organizar las instituciones básicas de un Estado.
Mediante el Convenio de Apulo (llevado a cabo el 28 de abril de 1831), el general Rafael Urdaneta, último presidente de la Gran Colombia, entregó el mando a Domingo Caicedo (3 de mayo). Este la presidio hasta el 21 de noviembre cuando fue jurídicamente abolida.
El 7 de mayo se convoca una convención a los departamentos centrales de la fenecida Gran Colombia, en la que se debían congregar representantes de Cundinamarca, Cauca, Istmo (Panamá), Magdalena y Boyacá. Los mismos debían reunirse en Bogotá el 15 de octubre. Panamá se sumó a la iniciativa tras la caída del régimen dictatorial a fines de agosto de 1831.
El 20 de octubre de 1831 se realizó una Convención Granadina en donde se aprobó la separación y en la cual se estableció una república centralizada y presidencialista llamada transitoriamente Estado de la Nueva Granada hasta la promulgación de una nueva constitución. El 17 de noviembre de 1831 se promulgó la Ley Fundamental, pero se siguió trabajando en ella durante 1832. Francisco de Paula Santander fue nombrado presidente por el congreso por un período de cuatro años, en tanto el período de los senadores se redujo de ocho a cuatro años y el de los representantes de cuatro a dos años. Se eliminaron los departamentos, deja solo las antiguas provincias. Se otorgó mayor representación y poder a las provincias.

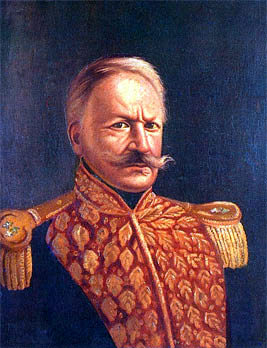
José María Obando fue designado como el primer Presidente del Estado de la Nueva Granada.

En este periodo los centralistas y los eclesiásticos empezaron a distinguirse con el nombre de conservadores y sus oponentes los federalistas, con el nombre de liberales.
El 29 de febrero de 1832 la Convención Nacional, conformada por los representantes de las provincias de Antioquia, Barbacoas, Bogotá, Cartagena, Mompós, Neiva, Pamplona, Panamá, Pasto, Popayán, Socorro, Tunja, Vélez y Veraguas, sancionaron una nueva constitución por medio de la cual el país se denominó oficialmente República de la Nueva Granada a partir del 1 de marzo de 1832.

## Principios fundamentales
- El Gobierno de la Nueva Granada es republicano, popular, representativo, electivo, alternativo y responsable, unitario y descentralizado.
- Se promulga la libertad de vientres.
- Se promulga la conformación del Congreso por dos cámaras, una de senadores y otra de representantes, que ejercen el poder legislativo; el congreso se reunirá cada año el día primero de marzo, aun cuando no haya sido convocado, y sus sesiones ordinarias durarán sesenta días, prorrogables hasta noventa en caso necesario.
- Para facilitar a los pueblos la más pronta administración de justicia, se dividirá el territorio del Estado en distritos judiciales, en los cuales se establecerán tribunales, cuyas atribuciones y número de sus miembros designará la ley.
- El territorio de la República se divide en provincias, las provincias en cantones, los cantones en distritos parroquiales.
- Los granadinos son iguales delante de la ley, cualesquiera que sean su fortuna y destino.
- Se promulga que no habrá en la Nueva Granada títulos, denominaciones, ni decoraciones de nobleza, ni otras distinciones u honores hereditarios.
- Todos los granadinos tienen el derecho de publicar libremente sus pensamientos y opiniones por medio de la prensa, sin necesidad de examen o censura alguna anterior a la publicación; quedando sujetos sin embargo a la responsabilidad de la ley.